# Milicia
Milicia is een  geslacht uit de moerbeifamilie (Moraceae). De soorten komen voor in tropisch Afrika. Ze leveren de houtsoort Iroko.

## Soorten
- Milicia excelsa (Welw.) C.C.Berg
- Milicia regia (A.Chev.) C.C.Berg

... · 
Antiaris · 
Artocarpus · 
Broussonetia · 
Castilla · 
Dorstenia · 
Ficus · 
Maclura · 
Morus (Moerbei) · 
Streblus · 
...